# Suore carmelitane missionarie
Le suore carmelitane missionarie sono un istituto religioso femminile di diritto pontificio: i membri di questa congregazione pospongono al loro nome la sigla C.M.

## Storia

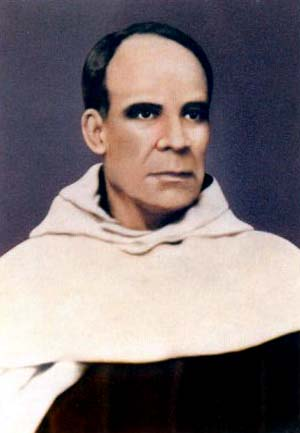
Francisco Palau y Quer, fondatore della congregazione

La congregazione fu fondata nel 1861 a Ciudadela, sull'isola di Minorca, dal carmelitano scalzo Francisco Palau y Quer (1811-1872).
Dopo la morte del fondatore, la direzione dell'opera passò a Juan Nogués, ma questi dovette scontrarsi con Juana Gratias, che era stata accanto a Palau y Quer sin dagli inizi della congregazione: la Gratias, assieme con alcune compagne, abbandonò Nogués e si aggregò al Carmelo apostolico di Bayonne, poi organizzò a Mahón una comunità di carmelitane secondo lo spirito di Palau y Quer.
La comunità della Gratias si trasferì poi a Barcellona e il 18 dicembre 1878 fu eretta in congregazione di diritto diocesano; la famiglia religiosa di Palau y Quer si divise così in due rami indipendenti, anche se nel 1925 fu tentata la fusione tra la congregazione di Barcellona e quella di Tarragona.
La congregazione, aggregata all'Ordine dei carmelitani scalzi dall'8 ottobre 1906, fu approvata dalla Santa Sede il 3 dicembre 1907 e le sue costituzioni ricevettero l'approvazione definitiva il 20 maggio 1917.

## Attività e diffusione
Le suore si dedicano alla promozione della vita spirituale, all'istruzione e all'educazione della gioventù, all'assistenza agli infermi e all'apostolato missionario.
Sono presenti in Africa (Camerun, Repubblica Democratica del Congo, Costa d'Avorio, Guinea Equatoriale, Kenya, Malawi, Nigeria, Tanzania), nelle Americhe (Argentina, Bolivia, Brasile, Canada, Cile, Colombia, Costa Rica, Cuba, Ecuador, El Salvador, Guatemala, Messico, Nicaragua, Perù, Porto Rico, Repubblica Dominicana), in Asia (Corea del Sud, Filippine, Giappone, India, Indonesia, Taiwan, Thailandia), in Europa (Francia, Italia, Polonia, Portogallo, Spagna, Regno Unito, Romania) e in Australia; la sede generalizia è in via del Casaletto a Roma.
Al 31 dicembre 2008 l'istituto contava 1.715 religiose in 255 case.